# Moravița, Timiș
Moravița (germană Morawitz, maghiară Temesmóra or Moravicza) este satul de reședință al comunei cu același nume din județul Timiș, Banat, România.

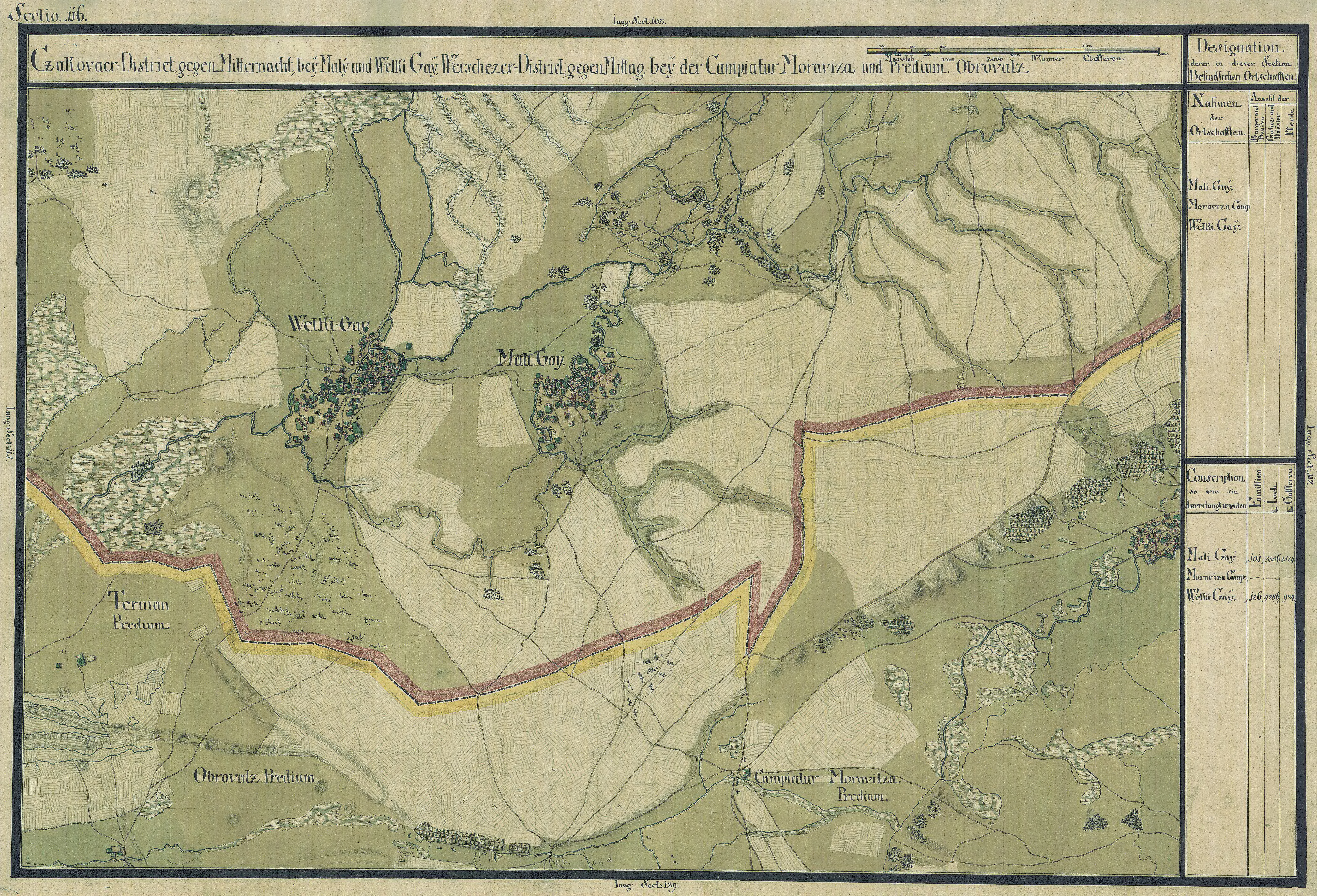
Moraviţa în Harta Iosefină a Banatului, 1769-72